# Nederlands voetbalelftal onder 20 (vrouwen)
Het Nederlands vrouwenvoetbalelftal onder 20 is het Nederlandse nationale vrouwenvoetbalelftal voor spelers onder de 20 jaar. Het team vertegenwoordigt Nederland onder andere op de wereldkampioenschappen voetbal voor vrouwen onder 20.
In 2006 organiseerde de FIFA voor het eerst een Wereldkampioenschap voetbal vrouwen onder 20, hetgeen in de plaats kwam van het wereldkampioenschap voor vrouwenteams onder 19. Het onder 20 kampioenschap werd sindsdien elke twee jaar georganiseerd. 
Bij de UEFA aangesloten landen kunnen zich kwalificeren voor het onder 20 wereldkampioenschap via het Europees kampioenschap voetbal vrouwen onder 19. 
De eerste maal dat Nederland zich kwalificeerde was voor het wereldkampioenschap van 2018. Daar werd de kwartfinale bereikt. In 2022 deed Nederland opnieuw mee aan het wereldkampioenschap en behaalde de 4e plaats. Ook in 2024 nam Nederland deel aan het wereldkampioenschap.

## Wereldkampioenschap 2018
Het Nederlands voetbalelftal onder 19 bereikte de halve finale van het Europees kampioenschap 2017 in Noord-Ierland en daarmee kwalificeerde Nederland zich voor het wereldkampioenschap van 2018 in Frankrijk. Nederland bereikte de kwartfinale waarin het verloor van Engeland.

## Wereldkampioenschap 2022
Het Nederlands elftal onder 19 bereikte ook in 2019 de halve finale van het Europees kampioenschap en verzekerde Nederland daarmee van plaatsing voor het wereldkampioenschap van 2020, dat vanwege de Coronapandemie geen doorgang kon vinden. Pas in 2022 vond het wereldkampioenschap onder 20 in Costa Rica plaats.  Bij dat wereldkampioenschap behaalde Nederland de vierde plaats na verlies tegen Brazilië in de strijd om de derde plaats.
De selectie onder leiding van coach Roos Kwakkenbos was als volgt samengesteld:
| Speler              | Club |
| ------------------- | ---- |
| Liz Rijsbergen      |      |
| Rosa van Gool       |      |
| Ziva Henry          |      |
| Marit Auée          |      |
| Kim Everaerts       |      |
| Ella Peddemors      |      |
| Sanne Koopman       |      |
| Samantha van Diemen |      |
| Claire Dinkla       |      |
| Dana Foederer       |      |
| Charlotte Hulst     |      |
| Tess van Bentem     |      |
| Danique Noordman    |      |
| Jeva Walk           |      |
| Lisan Alkemade      |      |
| Zera Hulswit        |      |
| Senna Koeleman      |      |
| Shi-Jona Martina    |      |
| Fenna Meijer        |      |
| Nina Nijstad        |      |
| Femke Liefting      |      |

## Wereldkampioenschap 2024
Het Nederlands elftal onder 19 bereikte de halve finale van het Europees kampioenschap onder 19 in België in 2023 en verzekerde daarmee Nederland van een plaats op het wereldkampioenschap onder 20 in Colombia in 2024. Op dat wereldkampioenschap werd Nederland vierde. De wedstrijd om de derde plaats tegen de Verenigde Staten werd na verlenging verloren met 2-1. Femke Liefting werd uitgeroepen tot beste keepster van het toernooi.
De selectie onder leiding van coach Roos Kwakkenbos bestond uit de volgende spelers:
| Selectie 2024         |               |              |
| Speler                | Club          | Positie      |
| Louise van Oosten     | ADO Den Haag  | Verdediger   |
| Iris Remmers          | ADO Den Haag  | Middenvelder |
| Netty Booms           | AZ            | Keeper       |
| Fieke Kroese          | AZ            | Aanvaller    |
| Femke Liefting        | AZ            | Keeper       |
| Djoeke de Ridder      | AZ            | Verdediger   |
| Kealyn Thomas         | AZ            | Middenvelder |
| Eva Oude Elberink     | FC Twente     | Aanvaller    |
| Febe Copier           | FC Utrecht    | Keeper       |
| Noëlle van der Sluijs | Feyenoord     | Aanvaller    |
| Nayomi Buikema        | PEC Zwolle    | Middenvelder |
| Bo van Egmond         | PEC Zwolle    | Aanvaller    |
| Ilse Kemper           | PEC Zwolle    | Middenvelder |
| Inske Weiman          | PEC Zwolle    | Verdediger   |
| Zoë Zuidberg          | PEC Zwolle    | Aanvaller    |
| Veerle Buurman        | PSV           | Verdediger   |
| Emma Frijns           | PSV           | Verdediger   |
| Robine Lacroix        | PSV           | Middenvelder |
| Fleur Stoit           | PSV           | Aanvaller    |
| Jet van Beijeren      | sc Heerenveen | Verdediger   |
| Eef Smits             | sc Heerenveen | Verdediger   |